# Edwin Myers
Edwin Earl „Ed“ Myers (* 18. Dezember 1896 in Hinsdale, Illinois; † 31. August 1978 in Evanston, Illinois) war ein US-amerikanischer Leichtathlet, der sich auf den Stabhochsprung spezialisiert hatte. Der 1,75 m große Athlet startete für die Chicago AA.

## Erfolge
Myers gewann insgesamt vier nationale Titel:
- 1919 und 1920: Hochschulmeister (NC4A); die Sprunghöhen sind nicht überliefert.
- 1920: Vizemeister mit 3,99 m (13-1)
- 1922: Dritter mit 3,66 m (12-0)
- 1923: Meister mit 3,99 m (13-1)
- 1924: Meister mit 3,96 m (13-0)
- 1926: Vizemeister mit 3,96 m (13-0)
- 1927: Vierter mit 3,81 m (12-6)

Im Jahr 1920 qualifizierte er sich als Zweiter der Landesmeisterschaften, die zugleich als Olympiaausscheidungen fungierten, für die Spiele in Antwerpen. Dort war sein Landsmann Frank Foss eine Klasse für sich: 4,09 m bedeuteten Olympiasieg, Weltrekord und 39 cm Vorsprung vor dem Zweitplatzierten Henry Petersen. Eigentlich hätte Myers die Silbermedaille gewinnen müssen, da er mit 3,75 m fünf Zentimeter höher sprang als der Däne; jedoch gelang ihm diese Leistung nicht im regulären Wettkampf, sondern im Stechen um Platz 3, nachdem er und sein Landsmann Edward Knourek mit übersprungenen 3,60 m gleichauf gelegen hatten. So blieb ihm die Bronzemedaille.
Noch größeres Pech hatte er vier Jahre später. Zwar gelang ihm am 31. Mai in Ann Arbor ein Sprung über 4,00 m, der Platz 3 auf der Weltbestenliste bedeutete, und er gewann auch die Landesmeisterschaft mit starken 3,96 m, aber bei den für die Olympiateilnahme allein ausschlaggebenden Ausscheidungswettkämpfen blieb er mit 3,82 m unter seinen Möglichkeiten und kam nur auf Platz 5, so dass ihm eine zweite Olympiateilnahme verwehrt blieb.
Myers hat sechs Platzierungen unter den Top Ten der Weltbestenliste zu verzeichnen:
- 1918: Platz 8 mit 3,70 m (14. September in Cambridge)
- 1919: Platz 3 mit 3,81 m (31. Mai in Philadelphia)
- 1920: Platz 2 mit 3,98 m (17. Juli in Cambridge)
- 1923: Platz 3 mit 3,98 m (1. September in Chicago)
- 1924: Platz 3 mit 4,00 m (31. Mai in Ann Arbor)
- 1926: Platz 9 mit 3,96 m (5. Juli in Philadelphia)

Dieselbe Höhe brachte ihn 1927 nur auf Platz 15. Außerdem gelang ihm 1927 in der Halle ein weiterer Sprung über 4,00 m.